# Троянув (Великопольське воєводство)
Троянув (пол. Trojanów) — село в Польщі, у гміні Опатувек Каліського повіту Великопольського воєводства.
Населення — 178 осіб (2011).
У 1975-1998 роках село належало до Каліського воєводства.

## Демографія
Демографічна структура станом на 31 березня 2011 року:
|          | Загалом | Допрацездатний вік | Працездатний вік | Постпрацездатний вік |
| -------- | ------- | ------------------ | ---------------- | -------------------- |
| Чоловіки | 94      | 16                 | 65               | 13                   |
| Жінки    | 84      | 10                 | 56               | 18                   |
| Разом    | 178     | 26                 | 121              | 31                   |